# Billie Marten
Billie Marten, pseudonimo di Isabella Sophie Tweddle (Ripon, 27 maggio 1999), è una cantautrice britannica.

## Biografia
Nel 2014 Billie Marten ha pubblicato il suo primo EP Ribbon e si è esibita al BBC Introducing Stage al Festival di Reading e Leeds . L'anno seguente ha firmato un contratto con la Chess Club Records, ha aperto concerti per Lucy Rose ed è stata selezionata per la lista Sound of..., stilata dalla BBC. Il suo primo album, intitolato Writing of Blues and Yellows, è uscito nel 2016 ed ha esordito alla 53ª posizione della Official Albums Chart. È stato seguito da Feeding Seahorses by Hand tre anni più tardi.

## Discografia

### Album in studio
- 2016 – Writing of Blues and Yellows
- 2019 – Feeding Seahorses by Hand
- 2021 - Flora Fauna
- 2023 - Drop Cherries
- 2025 - Dog Eared

### EP
- 2014 – Ribbon
- 2015 – As Long As

### Singoli
- 2014 – Ribbon
- 2015 – Heavy Weather
- 2015 – Out of the Black
- 2015 – Bird
- 2015 – As Long As
- 2016 – Milk & Honey
- 2016 – La Lune
- 2016 – Lionhearted
- 2016 – Live
- 2018 – Mice
- 2018 – Blue Sea, Red Sea
- 2019 – Betsy
- 2019 – Cartoon People